# Берккаринский район
Берккаринский район — единица административного деления Каркаралинского округа Казакской АССР, существовавшая в 1928—1930 годах. Центр — урочище Мылы-Булак.
Берккаринский район был образован в 1928 году в составе Каркаралинского округа на части территории Аксаринской, Берккаринской, Кентской и Темирчинской волостей Каркаралинского уезда Семипалатинской губернии. В 1930 году район был упразднён, а его территория передана в Каркаралинский район.